# NGC 1578
NGC 1578 (również PGC 15025) – galaktyka spiralna (Sa), znajdująca się w gwiazdozbiorze Złotej Ryby. Odkrył ją John Herschel 27 grudnia 1834 roku.
W galaktyce tej zaobserwowano supernowe SN 2013fz i SN 2014cd.